# Nazarenkî, Novi Sanjarî
Nazarenkî (în ucraineană Назаренки) este un sat în comuna Sudivka din raionul Novi Sanjarî, regiunea Poltava, Ucraina.

## Demografie
Componența lingvistică a localității Nazarenkî
     Ucraineană (80%)
     Rusă (20%)
Conform recensământului din 2001, majoritatea populației localității Nazarenkî era vorbitoare de ucraineană (80%), existând în minoritate și vorbitori de rusă (20%).